# Stenotabanus irregularis
Stenotabanus irregularis är en tvåvingeart som beskrevs av Chainey och Hall 1999. Stenotabanus irregularis ingår i släktet Stenotabanus och familjen bromsar. Inga underarter finns listade i Catalogue of Life.